# Гранатов (село)
Гранатов (укр. Гранатів) — село в Затурцевской сельской общине Владимирского района Волынской области Украины.
До 2020 года входило в Локачинский район.
Код КОАТУУ — 0722486303. Население по переписи 2001 года составляет 163 человека. Почтовый индекс — 45540. Телефонный код — 3374. Занимает площадь 0,82 км².